# Desa Kedawung (administrativ by i Indonesien, Jawa Tengah, lat -7,68, long 109,65)
Desa Kedawung är en administrativ by i Indonesien.   Den ligger i provinsen Jawa Tengah, i den västra delen av landet, 300 km sydost om huvudstaden Jakarta.